# Скрынников, Тихон Васильевич
Тихон Васильевич Скрынников (1913 год, село Георгиевка, Туркестанский край, Российская империя — дата и место смерти неизвестны) — колхозник, звеньевой колхоза «Победа», Герой Социалистического Труда (1949). Старший брат Героя Социалистического Труда Якова Скрынникова.

## Биография
Родился в 1913 году в крестьянской семье в селе Георгиевка, Туркестанский край (сегодня — село Коксаек, Толебийский район Южно-Казахстанской области, Казахстан). В 1930 году вступил в колхоз «Победа» Георгиевского района Чимкентской области. В 1940 году был призван в Красную Армию. Участвовал в Великой Отечественной войне. После демобилизации возвратился в 1947 году в родной колхоз, в котором стал работать звеньевым полеводческого звена.
В 1948 году полеводческое звено под руководством Тихона Скрынникова собрало по 28,4 центнера зерновых с каждого гектара. За этот доблестный труд был удостоен в 1949 году звания Героя Социалистического Труда.

## Награды
- Герой Социалистического Труда — указом Президиума Верховного Совета СССР от 20 мая 1949 года;
- Орден Ленина (1949);
- Медаль «За победу над Германией в Великой Отечественной войне 1941—1945 гг.»;
- Юбилейная медаль «Двадцать лет Победы в Великой Отечественной войне 1941—1945 гг.».